# افوعزن (آيت مخلوف)
افوعزن هو دُوَّار يقع بجماعة سيدي علال المصدر، إقليم الخميسات، جهة الرباط سلا القنيطرة في المملكة المغربية. ينتمي الدوّار لمشيخة آيت مخلوف التي تضم 4 دواوير. يقدر عدد سكانه بـ 1196 نسمة حسب الإحصاء الرسمي للسكان والسكنى لسنة 2004.

## روابط خارجية
- البوابة الوطنية للجماعات الترابية
- المندوبية السامية للتخطيط